# Convocazioni al campionato mondiale maschile di pallavolo 2022
Elenco dei giocatori convocati per il campionato mondiale 2022.

## Argentina
| N° | Nome              | Ruolo | Data di nascita   | Squadra          |
| -- | ----------------- | ----- | ----------------- | ---------------- |
| -  | Marcelo Méndez    | All   | 20 giugno 1964    | Asseco Resovia   |
| 1  | Matías Sánchez    | P     | 20 settembre 1996 | Tourcoing        |
| 3  | Jan Martínez      | S     | 28 gennaio 1998   | Maaseik          |
| 4  | Joaquín Gallego   | C     | 21 novembre 1996  | Sporting Lisbona |
| 7  | Facundo Conte     | S     | 25 agosto 1989    | Warta Zawiercie  |
| 8  | Agustín Loser     | C     | 12 ottobre 1997   | Tourcoing        |
| 9  | Santiago Danani   | L     | 12 dicembre 1995  | Charlottenburg   |
| 12 | Bruno Lima        | O     | 4 febbraio 1996   | Nice             |
| 13 | Ezequiel Palacios | S     | 2 ottobre 1992    | Montpellier      |
| 15 | Luciano De Cecco  | P     | 2 giugno 1988     | Lube             |
| 16 | Luciano Palonsky  | S     | 8 luglio 1999     | Tours            |
| 17 | Luciano Vicentín  | S     | 4 aprile 2000     | Friedrichshafen  |
| 18 | Martín Ramos      | C     | 26 agosto 1991    | Narbonne         |
| 22 | Nicolás Zerba     | C     | 13 giugno 1999    | Narbonne         |
| 25 | Pablo Kukartsev   | O     | 25 marzo 1993     | Almería          |

## Brasile
| N° | Nome               | Ruolo | Data di nascita  | Squadra |
| -- | ------------------ | ----- | ---------------- | ------- |
| -  | Renan Dal Zotto    | All   | 19 luglio 1960   | -       |
| 1  | Bruno de Rezende   | P     | 2 luglio 1986    | Modena  |
| 6  | Adriano Cavalcante | S     | 6 febbraio 2002  | BVC     |
| 8  | Wallace de Souza   | O     | 26 giugno 1987   | Sada    |
| 9  | Yoandy Leal        | S     | 31 agosto 1988   | Modena  |
| 11 | Rodrigo Leão       | S     | 5 giugno 1996    | Sada    |
| 14 | Fernando Kreling   | P     | 13 gennaio 1996  | Sada    |
| 15 | Maique Nascimento  | L     | 16 luglio 1997   | Minas   |
| 16 | Lucas Saatkamp     | C     | 6 marzo 1986     | BVC     |
| 17 | Thales Hoss        | L     | 26 aprile 1989   | Funvic  |
| 18 | Ricardo Lucarelli  | S     | 14 febbraio 1992 | Lube    |
| 19 | Leandro dos Santos | C     | 13 gennaio 1993  | Tours   |
| 21 | Felipe Roque       | O     | 19 maggio 1997   | Funvic  |
| 23 | Flávio Gualberto   | C     | 22 aprile 1993   | Callipo |
| 28 | Darlan de Souza    | O     | 24 giugno 2002   | Sesi    |

## Bulgaria
| N° | Nome               | Ruolo | Data di nascita   | Squadra        |
| -- | ------------------ | ----- | ----------------- | -------------- |
| -  | Nikolaj Željazkov  | All   | 26 febbraio 1970  | -              |
| 1  | Denis Karjagin     | S     | 28 settembre 2002 | Milano         |
| 2  | Stefan Chavdarov   | C     | 26 luglio 1995    | Montana        |
| 3  | Nikolaj Kolev      | C     | 16 dicembre 1997  | Neftohimik     |
| 4  | Martin Atanasov    | S     | 27 settembre 1996 | Ziraat Bankası |
| 5  | Svetoslav Gocev    | C     | 31 agosto 1990    | Levski Sofia   |
| 7  | Dobromir Dimitrov  | P     | 7 luglio 1991     | CSKA Sofia     |
| 8  | Todor Skrimov      | S     | 9 gennaio 1990    | Enisej         |
| 9  | Georgi Seganov     | P     | 10 giugno 1993    | Cizre          |
| 11 | Aleks Grozdanov    | C     | 28 marzo 1998     | Milano         |
| 14 | Asparuh Asparuhov  | S     | 28 luglio 2000    | Verona         |
| 16 | Vladislav Ivanov   | L     | 14 marzo 1987     | Levski Sofia   |
| 18 | Svetoslav Ivanov   | S     | 10 luglio 2000    | Cizre          |
| 19 | Cvetan Sokolov     | O     | 31 dicembre 1989  | Dinamo Mosca   |
| 23 | Aleksandăr Nikolov | S     | 30 novembre 2003  | CSU Long Beach |

## Camerun
| N° | Nome              | Ruolo | Data di nascita   | Squadra      |
| -- | ----------------- | ----- | ----------------- | ------------ |
| -  | Guy-Roger Nanga   | All   | 15 aprile 1973    | -            |
| 1  | Elie Badawe       | S     | 6 gennaio 1996    | -            |
| 2  | Ahmed Awal        | P     | 23 aprile 1990    | LISSP Calais |
| 3  | Arnaud Amabaya    | P     | 6 gennaio 1995    | -            |
| 5  | Joseph Kofané     | C     | 14 settembre 1988 | Harnes       |
| 6  | Sem Dolegombai    | C     | 18 maggio 1990    | Arlésien     |
| 9  | Cedric Bitouna    | O     | 13 settembre 2000 | Al-Hedayah   |
| 10 | Didier Sali       | S     | 9 giugno 1991     | Amiens       |
| 11 | Jérémie Deffo     | S     | 17 gennaio 2001   | -            |
| 12 | Kévin Bassoko     | L     | 11 dicembre 2002  | -            |
| 14 | Yaoussi Kavogo    | O     | 24 maggio 2003    | -            |
| 15 | Yvan Kody         | O     | 25 agosto 1991    | Al-Khaleej   |
| 18 | Nelson Djam       | L     | 2 giugno 1990     | FAP          |
| 20 | Christian Voukeng | C     | 6 novembre 1992   | Afyon        |
| 22 | William Tanga     | C     | 12 gennaio 2006   | -            |

## Canada
| N° | Nome               | Ruolo | Data di nascita  | Squadra           |
| -- | ------------------ | ----- | ---------------- | ----------------- |
| -  | Benjamin Josephson | All   | -                | Trinity Western   |
| 3  | Derek Epp          | P     | 15 giugno 1998   | Trinity Western   |
| 4  | Nicholas Hoag      | S     | 19 maggio 1992   | Arkas             |
| 5  | Eric Loeppky       | S     | 1º agosto 1998   | Padova            |
| 7  | Stephen Maar       | S     | 6 dicembre 1994  | Top Volley Latina |
| 8  | Brett Walsh        | P     | 19 febbraio 1994 | PAOK              |
| 10 | Ryan Sclater       | O     | 10 febbraio 1994 | Arago de Sète     |
| 11 | Pearson Eshenko    | C     | 16 ottobre 1997  | Lüneburg          |
| 12 | Lucas Van Berkel   | C     | 29 novembre 1991 | Friedrichshafen   |
| 17 | Ryley Barnes       | S     | 11 ottobre 1993  | PAOK              |
| 19 | Brodie Hofer       | S     | 27 aprile 2000   | Trinity Western   |
| 20 | Arthur Szwarc      | O     | 30 marzo 1995    | Top Volley Latina |
| 21 | Jackson Howe       | C     | 16 giugno 1998   | -                 |
| 22 | Steven Marshall    | L     | 23 novembre 1989 | Nice              |
| 24 | Mathias Elser      | L     | 3 giugno 2001    | Trinity Western   |

## Cina
| N° | Nome           | Ruolo | Data di nascita   | Squadra          |
| -- | -------------- | ----- | ----------------- | ---------------- |
| -  | Wu Sheng       | All   | 1º gennaio 1966   | -                |
| 1  | Dai Qingyao    | O     | 26 settembre 1991 | -                |
| 4  | Yang Yiming    | L     | 29 settembre 1999 | -                |
| 5  | Zhang Binglong | S     | 11 settembre 1994 | -                |
| 6  | Yu Yuantai     | S     | 3 dicembre 1997   | Jiangsu          |
| 7  | Yu Yaochen     | P     | 19 agosto 1995    | Jiangsu          |
| 8  | Yang Tianyuan  | L     | 28 giugno 1994    | Jiangsu          |
| 9  | Li Yongzhen    | C     | 7 agosto 1998     | -                |
| 10 | Liu Meng       | P     | 11 febbraio 1995  | -                |
| 12 | Zhang Zhejia   | C     | 31 agosto 1995    | -                |
| 15 | Peng Shikun    | C     | 26 agosto 2000    | Suntory Sunbirds |
| 19 | Zhang Guanhua  | O     | 10 luglio 1997    | -                |
| 21 | Miao Ruantong  | C     | 21 maggio 1995    | -                |
| 22 | Zhang Jingyin  | S     | 20 dicembre 1999  | Zhejiang         |
| 27 | Wang Bin       | S     | 23 giugno 2001    | -                |

## Cuba
| N° | Nome               | Ruolo | Data di nascita  | Squadra        |
| -- | ------------------ | ----- | ---------------- | -------------- |
| -  | Nicolás Vives      | All   | 24 aprile 1970   | Hatta          |
| 2  | Osniel Melgarejo   | S     | 18 dicembre 1997 | Chaumont       |
| 4  | Michael Sánchez    | O     | 5 giugno 1986    | Minas          |
| 5  | Javier Concepción  | C     | 27 dicembre 1997 | Stade Poitevin |
| 7  | Yonder García      | L     | 26 febbraio 1993 | Ciudad Habana  |
| 9  | Liván Osoria       | C     | 5 febbraio 1994  | Cambrai        |
| 10 | Miguel Gutiérrez   | O     | 21 febbraio 1997 | Al-Kweldeeh    |
| 11 | Liván Taboada      | P     | 4 ottobre 1998   | Baia Mare      |
| 12 | Jesús Herrera      | O     | 4 aprile 1995    | Chaumont       |
| 13 | Robertlandy Simón  | C     | 11 giugno 1987   | Lube           |
| 14 | Adrián Goide       | P     | 26 giugno 1998   | UPIS           |
| 18 | Miguel Ángel López | S     | 25 marzo 1997    | Sada           |
| 22 | José Gutiérrez     | S     | 27 ottobre 2001  | Chaumont       |
| 23 | Marlon Yant        | S     | 23 maggio 2001   | Lube           |
| 24 | Alain Gourguet     | L     | 28 dicembre 1993 | -              |

## Egitto
| N° | Nome                  | Ruolo | Data di nascita   | Squadra    |
| -- | --------------------- | ----- | ----------------- | ---------- |
| -  | Gido Vermeulen        | All   | 7 ottobre 1994    | -          |
| 1  | Ahmed El-Sayed        | P     | 14 gennaio 1991   | Zamalek    |
| 5  | Abdelrahman Seoudy    | C     | 21 agosto 1997    | -          |
| 6  | Mohamed Hassan        | L     | 28 settembre 1993 | -          |
| 8  | Abdelrahman Elhossiny | S     | 24 agosto 2001    | Al-Ahly    |
| 10 | Mohamed Masoud        | C     | 1º maggio 1994    | Al-Ahly    |
| 11 | Mohamed Ramadan       | L     | 1º luglio 1995    | Al-Ahly    |
| 12 | Hossam Abdalla        | P     | 16 febbraio 1988  | Al-Ahly    |
| 13 | Mohamed Khater        | C     | 4 luglio 1991     | -          |
| 15 | Ahmed Kotb            | O     | 23 luglio 1991    | Al-Ahly    |
| 17 | Reda Haikal           | O     | 7 novembre 1990   | CSKA Sofia |
| 18 | Ahmed Shafik          | S     | 7 dicembre 1994   | South Gas  |
| 22 | Mohamed Issa          | S     | 12 aprile 1988    | Zamalek    |
| 23 | Ahmed Omar            | S     | 4 marzo 1995      | -          |
| 25 | Mohamed Ali           | C     | 20 febbraio 1998  | -          |

## Francia
| N° | Nome                  | Ruolo | Data di nascita  | Squadra               |
| -- | --------------------- | ----- | ---------------- | --------------------- |
| -  | Andrea Giani          | All   | 22 aprile 1970   | Modena                |
| 1  | Barthélémy Chinenyeze | C     | 28 febbraio 1998 | Powervolley Milano    |
| 2  | Jenia Grebennikov     | L     | 13 agosto 1990   | Zenit San Pietroburgo |
| 4  | Jean Patry            | O     | 27 dicembre 1996 | Powervolley Milano    |
| 6  | Benjamin Toniutti     | P     | 30 ottobre 1989  | Jastrzębski Węgiel    |
| 7  | Kévin Tillie          | S     | 2 novembre 1990  | Tours                 |
| 9  | Earvin N'Gapeth       | S     | 12 febbraio 1991 | Modena                |
| 11 | Antoine Brizard       | P     | 22 maggio 1994   | You Energy            |
| 12 | Stéphen Boyer         | O     | 10 aprile 1996   | Jastrzębski Węgiel    |
| 14 | Nicolas Le Goff       | C     | 15 febbraio 1992 | Montpellier           |
| 15 | Médéric Henry         | C     | 20 giugno 1995   | Plessis-Robinson      |
| 17 | Trévor Clévenot       | S     | 28 giugno 1994   | Jastrzębski Węgiel    |
| 19 | Yacine Louati         | S     | 4 marzo 1992     | Fenerbahçe            |
| 20 | Benjamin Diez         | L     | 4 aprile 1998    | Paris                 |
| 25 | Quentin Jouffroy      | C     | 5 luglio 1993    | Narbonne              |

## Germania
| N° | Nome               | Ruolo | Data di nascita   | Squadra           |
| -- | ------------------ | ----- | ----------------- | ----------------- |
| -  | Michał Winiarski   | All   | 28 settembre 1983 | Trefl Gdańsk      |
| 1  | Christian Fromm    | S     | 15 agosto 1990    | Al-Arabi          |
| 3  | Ruben Schott       | S     | 8 luglio 1994     | Charlottenburg    |
| 5  | Moritz Reichert    | S     | 15 marzo 1995     | Trefl Gdańsk      |
| 7  | David Sossenheimer | L     | 21 giugno 1996    | Cannes            |
| 10 | Julian Zenger      | L     | 1º gennaio 1997   | Trentino          |
| 11 | Lukas Kampa        | P     | 29 novembre 1986  | Trefl Gdańsk      |
| 14 | Moritz Karlitzek   | S     | 12 agosto 1996    | Arago de Sète     |
| 17 | Jan Zimmermann     | P     | 12 febbraio 1993  | Padova            |
| 18 | Florian Krage      | C     | 11 gennaio 1997   | Cuprum Lubin      |
| 20 | Linus Weber        | O     | 1º novembre 1999  | Padova            |
| 21 | Tobias Krick       | C     | 22 ottobre 1998   | Top Volley Latina |
| 22 | Tobias Brand       | S     | 9 luglio 1998     | Dürener           |
| 25 | Lukas Maase        | C     | 28 agosto 1998    | Friedrichshafen   |
| 45 | Jakob Günthör      | C     | 21 settembre 1995 | Fonte do Bastardo |

## Giappone
| N° | Nome              | Ruolo | Data di nascita  | Squadra               |
| -- | ----------------- | ----- | ---------------- | --------------------- |
| -  | Philippe Blain    | All   | 20 maggio 1960   | -                     |
| 1  | Yūji Nishida      | O     | 30 gennaio 2000  | Callipo               |
| 2  | Taishi Onodera    | C     | 27 febbraio 1996 | JT Thunders Hiroshima |
| 5  | Tatsunori Ōtsuka  | S     | 5 novembre 2000  | Panasonic Panthers    |
| 6  | Akihiro Yamauchi  | C     | 30 novembre 1993 | Panasonic Panthers    |
| 7  | Kenta Takanashi   | S     | 25 marzo 1997    | WolfDogs Nagoya       |
| 8  | Masahiro Sekita   | P     | 20 novembre 1993 | Cuprum Lubin          |
| 9  | Masaki Oya        | P     | 11 dicembre 1995 | Suntory Sunbirds      |
| 12 | Ran Takahashi     | S     | 2 settembre 2001 | Padova                |
| 13 | Tomohiro Ogawa    | L     | 4 luglio 1996    | WolfDogs Nagoya       |
| 14 | Yūki Ishikawa     | S     | 11 dicembre 1995 | Powervolley Milano    |
| 16 | Kento Miyaura     | O     | 22 febbraio 1999 | JTEKT Stings          |
| 20 | Tomohiro Yamamoto | L     | 5 novembre 1994  | Sakai Blazers         |
| 23 | Shunichiro Sato   | C     | 17 maggio 2000   | Tōkai Daigaku         |
| 26 | Go Murayama       | C     | 30 luglio 1998   | JTEKT Stings          |

## Iran
| N° | Nome                      | Ruolo | Data di nascita   | Squadra               |
| -- | ------------------------- | ----- | ----------------- | --------------------- |
| -  | Behrouz Ataei             | All   | 5 agosto 1970     | -                     |
| 1  | Mahdi Jelveh              | C     | 21 maggio 2001    | Foolad Sirjan Iranian |
| 2  | Milad Ebadipour           | S     | 17 ottobre 1993   | Skra Bełchatów        |
| 5  | Amir Toukhteh             | C     | 9 aprile 2001     | Radnički Kragujevac   |
| 7  | Shahrooz Homayonfarmanesh | S     | 18 dicembre 1989  | Shahdab Yazd          |
| 8  | Mohammad Hazratpour       | L     | 31 marzo 1999     | Paykan                |
| 9  | Mohammadreza Moazzen      | L     | 20 settembre 1991 | Shahdab Yazd          |
| 11 | Saber Kazemi              | O     | 24 dicembre 1998  | Al-Arabi              |
| 12 | Amir Esfandiar            | S     | 24 gennaio 1999   | Haraz Amol            |
| 14 | Mohammad Manavinezhad     | S     | 27 novembre 1995  | -                     |
| 15 | Aliasghar Mojarad         | C     | 30 ottobre 1997   | Urmia                 |
| 17 | Amin Esmaeilnezhad        | O     | 1º gennaio 1997   | Shahdab Yazd          |
| 18 | Mohammad Vadi             | P     | 10 ottobre 1989   | Paykan                |
| 24 | Javad Karimi              | P     | 1º marzo 1998     | Maaseik               |
| 49 | Morteza Sharifi           | S     | 27 maggio 1999    | Spor Toto             |

## Italia
| N° | Nome                   | Ruolo | Data di nascita  | Squadra            |
| -- | ---------------------- | ----- | ---------------- | ------------------ |
| -  | Ferdinando De Giorgi   | All   | 10 ottobre 1961  | -                  |
| 1  | Giulio Pinali          | O     | 2 aprile 1997    | Trentino           |
| 3  | Francesco Recine       | S     | 7 febbraio 1999  | You Energy         |
| 5  | Alessandro Michieletto | S     | 5 dicembre 2001  | Trentino           |
| 6  | Simone Giannelli       | P     | 9 agosto 1996    | Sir Safety Perugia |
| 7  | Fabio Balaso           | L     | 20 ottobre 1995  | Lube               |
| 8  | Riccardo Sbertoli      | P     | 23 maggio 1998   | Trentino           |
| 12 | Mattia Bottolo         | S     | 3 gennaio 2000   | Padova             |
| 14 | Gianluca Galassi       | C     | 24 luglio 1997   | Milano             |
| 15 | Daniele Lavia          | S     | 4 novembre 1999  | Trentino           |
| 16 | Yuri Romanò            | O     | 26 luglio 1997   | Powervolley Milano |
| 17 | Simone Anzani          | C     | 24 febbraio 1992 | Lube               |
| 19 | Roberto Russo          | C     | 23 febbraio 1997 | Sir Safety Perugia |
| 24 | Leonardo Scanferla     | L     | 4 dicembre 1998  | You Energy         |
| 30 | Leandro Mosca          | C     | 5 settembre 2000 | Powervolley Milano |

## Messico
| N° | Nome              | Ruolo | Data di nascita   | Squadra               |
| -- | ----------------- | ----- | ----------------- | --------------------- |
| -  | Jorge Azair       | All   | -                 | -                     |
| 1  | José Mendoza      | L     | 31 maggio 1993    | -                     |
| 3  | Hiram Bravo       | L     | 19 dicembre 1999  | Tigres UANL           |
| 4  | Raynel Ferrán     | S     | 31 ottobre 2001   | -                     |
| 6  | Josué López       | S     | 21 luglio 2002    | Tigres UANL           |
| 7  | Diego González    | O     | 15 febbraio 2000  | Tigres UANL           |
| 8  | Edgar Mendoza     | P     | 8 gennaio 1991    | Nayarit               |
| 9  | Axel Téllez       | C     | 8 settembre 1999  | Tigres UANL           |
| 12 | Mauro Fuentes     | S     | 13 ottobre 1997   | IE Matadors           |
| 14 | Jonathan Martínez | C     | 30 settembre 1991 | UACH                  |
| 15 | Christian Aranda  | P     | 9 aprile 1997     | -                     |
| 16 | Miguel Chávez     | C     | 13 maggio 1996    | Univerdidad de Sonora |
| 18 | Yasutaka Sanay    | S     | 2 maggio 2001     | Baja California       |
| 20 | Luis Hernández    | O     | 4 gennaio 2001    | Tapatíos de Jalisco   |
| 21 | Brandon López     | C     | 30 agosto 1996    | -                     |

## Paesi Bassi
| N° | Nome                 | Ruolo | Data di nascita   | Squadra            |
| -- | -------------------- | ----- | ----------------- | ------------------ |
| -  | Roberto Piazza       | All   | 29 gennaio 1968   | Powervolley Milano |
| 2  | Wessel Keemink       | P     | 29 maggio 1993    | Karlovarsko        |
| 3  | Maarten van Garderen | S     | 24 gennaio 1990   | Modena             |
| 4  | Thijs ter Horst      | S     | 18 settembre 1991 | Sir Safety Perugia |
| 5  | Luuk van der Ent     | C     | 27 luglio 1998    | Herrsching         |
| 7  | Gijs Jorna           | S     | 30 maggio 1989    | Spacer's Toulouse  |
| 8  | Fabian Plak          | C     | 23 luglio 1997    | Chaumont           |
| 12 | Bennie Tuinstra      | S     | 12 settembre 2000 | Ziraat Bankası     |
| 13 | Mats Bleeker         | L     | 7 maggio 1998     | Orion              |
| 14 | Nimir Abdel-Aziz     | O     | 5 febbraio 1992   | Paykan             |
| 16 | Wouter ter Maat      | O     | 7 maggio 1992     | Ziraat Bankası     |
| 17 | Michaël Parkinson    | C     | 23 novembre 1991  | Czarni Radom       |
| 18 | Robbert Andringa     | S     | 28 aprile 1990    | AZS Olsztyn        |
| 19 | Freek de Weijer      | P     | 30 ottobre 1995   | Kīfisia            |
| 22 | Twan Wiltenburg      | C     | 20 gennaio 1997   | Top Volley Latina  |

## Polonia
| N° | Nome              | Ruolo | Data di nascita  | Squadra            |
| -- | ----------------- | ----- | ---------------- | ------------------ |
| -  | Nikola Grbić      | All   | 6 settembre 1973 | Sir Safety Perugia |
| 3  | Jakub Popiwczak   | L     | 17 aprile 1996   | Jastrzębski Węgiel |
| 5  | Łukasz Kaczmarek  | O     | 29 giugno 1994   | ZAKSA              |
| 6  | Bartosz Kurek     | O     | 29 agosto 1988   | WolfDogs Nagoya    |
| 7  | Karol Kłos        | C     | 8 agosto 1989    | Skra Bełchatów     |
| 12 | Grzegorz Łomacz   | P     | 1º ottobre 1987  | Skra Bełchatów     |
| 14 | Aleksander Śliwka | S     | 24 maggio 1995   | ZAKSA              |
| 15 | Jakub Kochanowski | C     | 17 luglio 1997   | Asseco Resovia     |
| 16 | Kamil Semeniuk    | S     | 16 luglio 1996   | ZAKSA              |
| 17 | Paweł Zatorski    | L     | 21 giugno 1990   | Asseco Resovia     |
| 18 | Bartosz Kwolek    | S     | 17 luglio 1997   | Projekt Warszawa   |
| 19 | Marcin Janusz     | P     | 21 luglio 1994   | ZAKSA              |
| 20 | Mateusz Bieniek   | C     | 5 aprile 1994    | Skra Bełchatów     |
| 21 | Tomasz Fornal     | S     | 31 agosto 1997   | Jastrzębski Węgiel |
| 72 | Mateusz Poręba    | C     | 24 agosto 1999   | AZS Olsztyn        |

## Porto Rico
| N° | Nome               | Ruolo | Data di nascita   | Squadra                  |
| -- | ------------------ | ----- | ----------------- | ------------------------ |
| -  | Oswald Antonetti   | All   | 28 giugno 1977    | -                        |
| 2  | Klistan Lawrence   | O     | 7 gennaio 2003    | Sagrado Corazón          |
| 3  | Omar Hoyos         | S     | 20 dicembre 2001  | George Mason             |
| 4  | Dennis Del Valle   | L     | 27 gennaio 1989   | Fonte do Bastardo        |
| 5  | Pedro Nieves       | C     | 29 giugno 1993    | Eilabun                  |
| 6  | Gregory Torres     | O     | 30 novembre 2003  | North Greenville         |
| 7  | Arturo Iglesias    | P     | 22 novembre 1995  | Caribes de San Sebastián |
| 8  | Kevin López        | S     | 24 aprile 1995    | Aristotelīs Skydras      |
| 9  | Pedro Molina       | S     | 7 aprile 1999     | Cafeteros de Yauco       |
| 12 | Arnel Cabrera      | L     | 21 luglio 1989    | Mets de Guaynabo         |
| 13 | Roque Nido         | P     | 8 dicembre 1999   | NJIT                     |
| 14 | Pelegrín Vargas    | S     | 31 luglio 1998    | OFĪ Creta                |
| 15 | Jonathan Rodríguez | C     | 16 settembre 1997 | Middelfart               |
| 17 | Ismael Alomar      | C     | 28 giugno 1996    | Caribes de San Sebastián |
| 18 | Antonio Elías      | C     | 15 settembre 2000 | Lewis                    |

## Qatar
| N° | Nome               | Ruolo | Data di nascita   | Squadra      |
| -- | ------------------ | ----- | ----------------- | ------------ |
| -  | Camilo Soto        | All   | 25 giugno 1975    | -            |
| 1  | Youssef Oughlaf    | O     | 6 maggio 1989     | Qatar SC     |
| 3  | Essam Mahmoud      | S     | 20 giugno 1986    | Police       |
| 4  | Renan Ribeiro      | S     | 30 dicembre 1989  | Al-Arabi     |
| 5  | Sulaiman Saad      | L     | 30 giugno 1987    | Al-Rayyan    |
| 6  | Bojan Đukić        | S     | 6 giugno 1991     | Al-Arabi     |
| 7  | Belal Abunabot     | C     | 1º gennaio 1991   | Al-Rayyan    |
| 9  | Miloš Stevanović   | P     | 27 settembre 1988 | Al-Rayyan    |
| 10 | Abubacker Sadikh   | S     | 2 febbraio 1986   | Police       |
| 11 | Nikola Vasić       | S     | 4 giugno 1989     | Al-Ahly Doha |
| 12 | Mubarak Dahi       | S     | 1º aprile 1991    | Al-Rayyan    |
| 14 | Abdullah Hassanein | P     | 19 novembre 2002  | -            |
| 16 | Mohamed Ibrahim    | C     | 15 gennaio 1985   | Al-Arabi     |
| 17 | Ahmed Noaman       | O     | 8 febbraio 1994   | Al-Rayyan    |
| 21 | Osman Wagihalla    | C     | 1º gennaio 1993   | Police       |

## Serbia
| N° | Nome                    | Ruolo | Data di nascita  | Squadra          |
| -- | ----------------------- | ----- | ---------------- | ---------------- |
| -  | Igor Kolaković          | All   | 4 giugno 1965    | Warta Zawiercie  |
| 2  | Uroš Kovačević          | S     | 6 maggio 1993    | Warta Zawiercie  |
| 4  | Nemanja Petrić          | S     | 28 luglio 1987   | Belogor'e        |
| 5  | Milan Katić             | S     | 22 ottobre 1993  | Milano           |
| 6  | Nikola Peković          | L     | 6 marzo 1990     | Friedrichshafen  |
| 7  | Petar Krsmanović        | C     | 1º giugno 1990   | Kuzbass          |
| 8  | Marko Ivović            | S     | 22 dicembre 1990 | Dinamo-LO        |
| 9  | Nikola Jovović          | P     | 13 febbraio 1992 | Dinamo-LO        |
| 12 | Pavle Perić             | S     | 7 agosto 1998    | Olympiakos       |
| 14 | Aleksandar Atanasijević | O     | 4 settembre 1991 | Skra Bełchatów   |
| 15 | Nemanja Mašulović       | C     | 5 ottobre 1995   | ACH Volley       |
| 18 | Marko Podraščanin       | C     | 29 agosto 1987   | Trentino         |
| 20 | Srećko Lisinac          | C     | 17 maggio 1992   | Trentino         |
| 21 | Vuk Todorović           | P     | 23 aprile 1998   | ACH Volley       |
| 33 | Dušan Petković          | O     | 27 gennaio 1992  | Projekt Warszawa |

## Slovenia
| N° | Nome             | Ruolo | Data di nascita   | Squadra               |
| -- | ---------------- | ----- | ----------------- | --------------------- |
| -  | Gheorghe Crețu   | All   | 8 agosto 1968     | ZAKSA                 |
| 1  | Tonček Štern     | O     | 14 novembre 1995  | You Energy            |
| 2  | Alen Pajenk      | C     | 23 aprile 1986    | Olympiakos            |
| 4  | Jan Kozamernik   | C     | 24 dicembre 1995  | Asseco Resovia        |
| 6  | Mitja Gasparini  | O     | 26 giugno 1984    | Kamnik                |
| 9  | Dejan Vinčić     | P     | 15 settembre 1986 | Friedrichshafen       |
| 10 | Sašo Štalekar    | C     | 3 maggio 1996     | Panathīnaïkos         |
| 11 | Danijel Koncilja | C     | 4 settembre 1990  | Cannes                |
| 12 | Jan Klobučar     | L     | 11 dicembre 1992  | Kamnik                |
| 13 | Jani Kovačič     | L     | 14 giugno 1992    | ACH Volley            |
| 14 | Žiga Štern       | S     | 2 gennaio 1994    | Foinikas Syro         |
| 16 | Gregor Ropret    | P     | 1º marzo 1989     | Cambrai               |
| 17 | Tine Urnaut      | S     | 3 settembre 1988  | Zenit San Pietroburgo |
| 18 | Klemen Čebulj    | S     | 21 febbraio 1992  | Asseco Resovia        |
| 19 | Rok Možič        | S     | 17 gennaio 2002   | Verona                |

## Stati Uniti
| N° | Nome               | Ruolo | Data di nascita   | Squadra            |
| -- | ------------------ | ----- | ----------------- | ------------------ |
| -  | John Speraw        | All   | 18 ottobre 1971   | UC Los Angeles     |
| 1  | Matthew Anderson   | S     | 18 aprile 1987    | Sir Safety Perugia |
| 2  | Aaron Russell      | S     | 4 giugno 1993     | You Energy         |
| 4  | Jeffrey Jendryk    | C     | 15 settembre 1995 | Charlottenburg     |
| 5  | Kyle Ensing        | O     | 6 marzo 1997      | Maccabi Tel Aviv   |
| 8  | Torey DeFalco      | S     | 10 aprile 1997    | AZS Olsztyn        |
| 11 | Micah Christenson  | P     | 8 maggio 1993     | Zenit-Kazan        |
| 15 | Kyle Russell       | O     | 25 agosto 1993    | Samsung Bluefangs  |
| 16 | Joshua Tuaniga     | P     | 18 marzo 1997     | Ślepsk Suwałki     |
| 18 | Garrett Muagututia | S     | 26 febbraio 1988  | Al-Ahly            |
| 19 | Taylor Averill     | C     | 5 marzo 1992      | AZS Olsztyn        |
| 20 | David Smith        | C     | 15 maggio 1985    | ZAKSA              |
| 21 | Mason Briggs       | L     | 21 gennaio 2001   | CSU Long Beach     |
| 22 | Erik Shoji         | L     | 24 agosto 1989    | ZAKSA              |
| 23 | Cody Kessel        | S     | 3 dicembre 1991   | Charlottenburg     |

## Tunisia
| N° | Nome               | Ruolo | Data di nascita   | Squadra            |
| -- | ------------------ | ----- | ----------------- | ------------------ |
| -  | Antonio Giacobbe   | All   | 12 febbraio 1947  | -                  |
| 2  | Ahmed Kadhi        | C     | 19 aprile 1989    | Espérance de Tunis |
| 3  | Khaled Ben Slimene | P     | 14 dicembre 1994  | -                  |
| 6  | Mohamed Miladi     | S     | 12 maggio 1991    | Espérance de Tunis |
| 7  | Ilyès Karamosli    | S     | 22 agosto 1989    | Espérance de Tunis |
| 8  | Yassine Abdelhedi  | S     | 28 ottobre 1999   | Al Sahel           |
| 9  | Omar Agrebi        | C     | 26 agosto 1992    | Sfaxien            |
| 10 | Hamza Nagga        | O     | 29 maggio 1990    | Espérance de Tunis |
| 12 | Rami Bennour       | P     | 23 dicembre 1991  | -                  |
| 13 | Salim Mbarki       | C     | 6 marzo 1996      | -                  |
| 16 | Mahdi Ben Tahar    | C     | 17 settembre 2004 | -                  |
| 18 | Ali Bongui         | O     | 14 agosto 1996    | Sfaxien            |
| 19 | Aymen Bouguerra    | S     | 1º novembre 1991  | Narbonne           |
| 20 | Saddem Hmissi      | L     | 16 febbraio 1991  | -                  |
| 21 | Tayeb Korbosli     | L     | 5 giugno 1993     | Espérance de Tunis |

## Turchia
| N° | Nome             | Ruolo | Data di nascita   | Squadra        |
| -- | ---------------- | ----- | ----------------- | -------------- |
| -  | Nedim Özbey      | All   | 28 febbraio 1955  | Galatasaray    |
| 3  | Metin Toy        | O     | 3 maggio 1994     | Fenerbahçe     |
| 5  | Burak Güngör     | S     | 28 luglio 1993    | Spor Toto      |
| 6  | Arda Bostan      | P     | 13 gennaio 2002   | Tokat          |
| 8  | Burutay Subaşı   | S     | 15 luglio 1990    | Arkas          |
| 9  | Mirza Lagumdžija | S     | 18 maggio 2001    | Arkas          |
| 10 | Arslan Ekşi      | P     | 17 luglio 1985    | Ziraat Bankası |
| 12 | Adis Lagumdžija  | O     | 29 marzo 1999     | You Energy     |
| 14 | Faik Güneş       | C     | 27 maggio 1993    | Ziraat Bankası |
| 19 | Berkay Bayraktar | L     | 1º gennaio 1998   | Ziraat Bankası |
| 24 | Ahmet Tümer      | C     | 15 settembre 2001 | Fenerbahçe     |
| 25 | Kaan Gürbüz      | O     | 16 agosto 2001    | Fenerbahçe     |
| 53 | Volkan Döne      | L     | 19 febbraio 1987  | Halkbank       |
| 66 | Doğukan Ulu      | C     | 30 ottobre 1995   | Galatasaray    |
| 77 | Bedirhan Bülbül  | C     | 29 luglio 1999    | Ziraat Bankası |

## Ucraina
| N° | Nome                | Ruolo | Data di nascita  | Squadra            |
| -- | ------------------- | ----- | ---------------- | ------------------ |
| -  | Uģis Krastiņš       | All   | 16 maggio 1970   | Barkom-Kažany      |
| 1  | Tymofij Polujan     | S     | 10 gennaio 1998  | Sorgun             |
| 2  | Maksym Drozd        | C     | 5 agosto 1991    | Epicentr-Podoljany |
| 4  | Oleh Ševčenko       | S     | 8 gennaio 1993   | Barkom-Kažany      |
| 5  | Oleh Plotnyc'kyj    | S     | 5 giugno 1997    | Sir Safety Perugia |
| 7  | Horden Brova        | L     | 8 aprile 1991    | Epicentr-Podoljany |
| 9  | Volodymyr Ostapenko | C     | 28 luglio 1998   | Epicentr-Podoljany |
| 10 | Jurij Semenjuk      | C     | 12 maggio 1994   | Epicentr-Podoljany |
| 12 | Denys Fomin         | L     | 21 luglio 1986   | Epicentr-Podoljany |
| 13 | Vasyl' Tupčij       | O     | 13 gennaio 1992  | Barkom-Kažany      |
| 14 | Illja Koval'ov      | S     | 31 agosto 1996   | Saint-Nazaire      |
| 15 | Vitalij Ščytkov     | P     | 25 novembre 1991 | Žytyči             |
| 19 | Dmytro Kanajev      | L     | 3 ottobre 1997   | Barkom-Kažany      |
| 21 | Evhenii Kisiliuk    | S     | 27 gennaio 1995  | Epicentr-Podoljany |
| 22 | Jurij Synycja       | P     | 22 agosto 1993   | Samotlor           |